# Александрович, Виктор Иванович
Ви́ктор Ива́нович Александро́вич (12 (24) августа 1871 — ???) — русский офицер-артиллерист, полковник (1915). Герой Первой мировой войны.

## Биография
Уроженец Санкт-Петербургской губернии, православного вероисповедания. Сын титулярного советника.
В августе 1889 года, по окончании Полоцкого кадетского корпуса, вступил в военную службу юнкером Михайловского артиллерийского училища (Санкт-Петербург). В августе 1892 года, по окончании училища по 1-му разряду, произведен из юнкеров в подпоручики и выпущен в 27-ю артиллерийскую бригаду (г. Вильна). В июле 1895 года — произведен в поручики.
В октябре 1895 года был переведен в формируемую 3-ю лёгкую батарею 5-й стрелковой бригады (г. Сувалки), вошедшую в ноябре того же года в состав созданного 5-го стрелкового артиллерийского дивизиона той же 5-й стрелковой бригады. В июле 1897 года — произведен в штабс-капитаны.
С августа 1900 года, в составе своего дивизиона, переброшенного на Дальний Восток, принимал участие в подавлении «боксёрского» восстания в Китае.
В январе 1901 года был назначен на должность младшего офицера строевого состава 1-й учебной батареи Константиновского артиллерийского училища (г. Санкт-Петербург), оставаясь в списках своего дивизиона и в прикомандировании к училищу.
В мае 1903 года был переведен из 5-го стрелкового артиллерийского дивизиона в Лейб-гвардии 1-ю артиллерийскую бригаду (г. Санкт-Петербург) штабс-капитаном гвардии (со старшинством в чине с 13.07.1901), с оставлением при том же Константиновском артиллерийском училище. В мае 1906 года, за выслугу лет, произведен в капитаны гвардии. Служил младшим офицером в Константиновском артиллерийском училище 6 лет, 7 месяцев, 15 дней. Одновременно в 1907 году окончил Санкт-Петербургский археологический институт.
В августе 1907 года был назначен командиром 5-й батареи 24-й артиллерийской бригады (г. Луга), с переименованием в подполковники (командир бригады — Дельвиг Сергей Николаевич).
На декабрь 1913 года — был женат на уроженке города Санкт-Петербурга православного вероисповедания, имел трёх дочерей (1901, 1903 и 1906 годов рождения).
С июля 1914 года — участник Первой мировой войны, — выступил в поход во главе своей батареи, входившей в состав 2-го дивизиона 24-й артиллерийской бригады 24-й пехотной дивизии 1-го армейского корпуса.
В апреле 1915 года, за отличия в делах против неприятеля, был произведен в полковники и в том же месяце назначен командиром 2-го дивизиона своей 24-й артиллерийской бригады.
В октябре 1916 года был назначен командиром 4-го отдельного полевого тяжёлого артиллерийского дивизиона батарей «Б», а в октябре 1917 года — командующим 208-й артиллерийской бригадой.
После Октябрьской революции, в 1918 году, служил в армии Украинской державы, — штаб-офицер для поручений при Главном артиллерийском управлении, полковник.
На 15 февраля 1919 года — служил в армии УНР, — помощник начальника артиллерии Юго-Западного района, полковник. Дальнейшая судьба неизвестна.

## Награды
- Медаль «В память царствования императора Александра III» (1896)
- Орден Святого Станислава 3-й степени (ВП от 19.07.1898)[14]
- Медаль «За поход в Китай» (1901)
- Орден Святой Анны 3-й степени (ВП от 06.12.1903)
- Орден Святого Станислава 2-й степени (ВП от 01.01.1906)
- Орден Святой Анны 2-й степени (ВП от 06.12.1908)
- Медаль «В память 100-летия Отечественной войны 1812 года» (1912)
- Орден Святого Владимира 4-й степени (ВП от 06.12.1912)
- Медаль «В память 300-летия царствования дома Романовых» (1913)
- Мечи и бант к ордену Святого Владимира 4-й степени (ВП от 18.01.1915)
- Георгиевское оружие (ВП от 09.06.1915) …за то, что, командуя дивизионом, в бою 28 сентября 1914 года у гор. Надаржина, имея задачей своим огнем прикрыть отход наших войск, несмотря на появление неприятеля в тылу и находясь под действительным ружейным, пулеметным и артиллерийским огнем, повернул орудия кругом и, поражая противника на картечь, дал возможность отойти тяжелой артиллерии и обеспечил общее отхождение. Затем пробился мимо противника, сохранив все орудия.
- Мечи и бант к ордену Святого Станислава 3-й степени (ВП от 13.06.1916)
- Мечи к ордену Святой Анны 2-й степени (ВП от 18.06.1916)
- Орден Святого Владимира 3-й степени с мечами (ВП от 21.06.1916)
- Мечи к ордену Святого Станислава 2-й степени (ВП от 02.09.1916)
- Мечи и бант к ордену Святой Анны 3-й степени (ВП от 17.01.1917)